# The Hacker

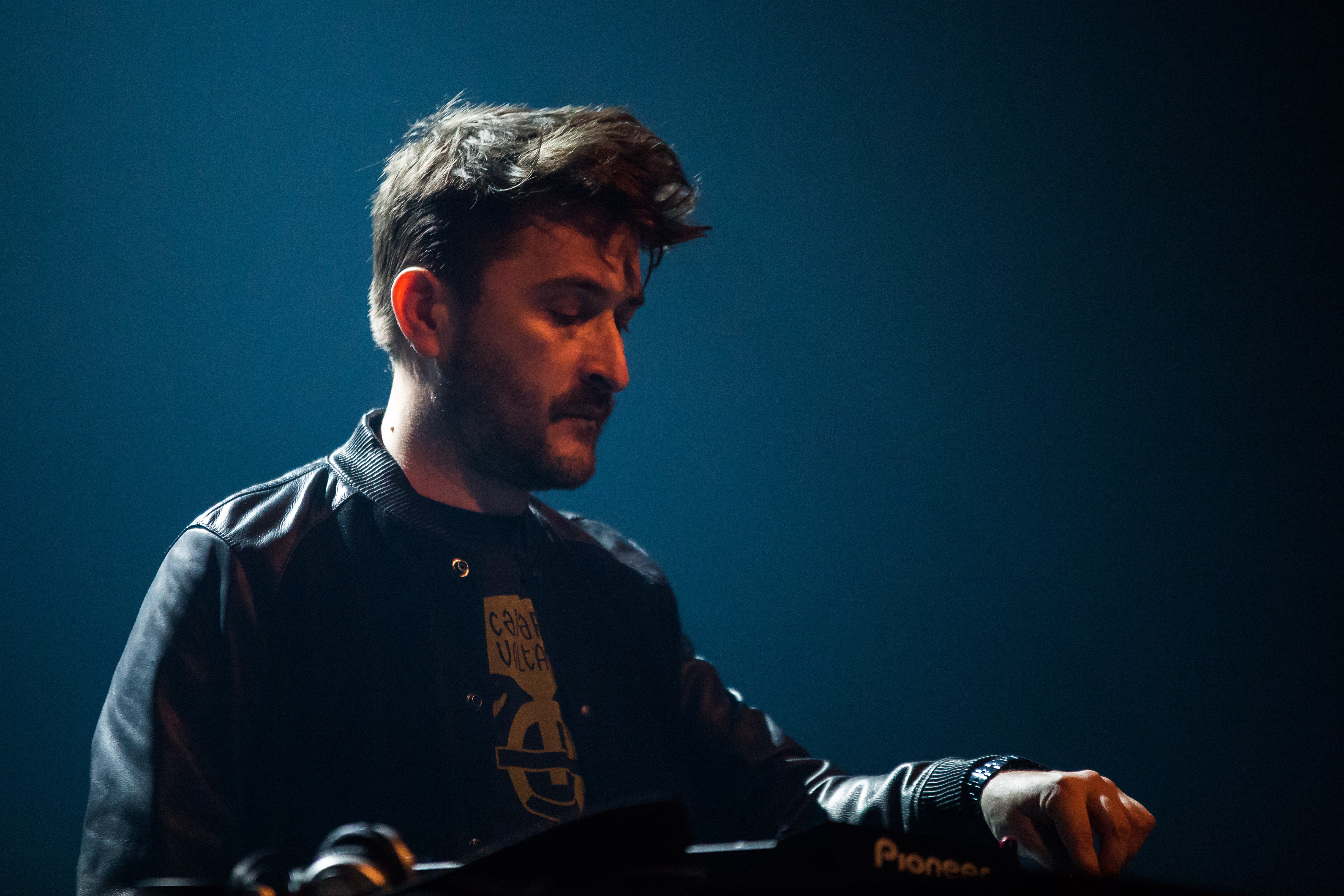
The Hacker, 2015

The Hacker, mit bürgerlichem Namen Michel Amato, ist ein französischer DJ und Produzent für elektronische Musik. In Kooperation mit Miss Kittin erreichte er mit den Elektropop-Titeln 1982 und Frank Sinatra Ende der 1990er Jahre große Bekanntheit in den deutschen Techno-Clubs. Sein Stil ist durch Kraftwerk, New Wave sowie die französische Rave-Szene Anfang der 1990er Jahre beeinflusst.

## Biografie
The Hacker begann im Alter von 17 Jahren mit dem Musikmachen, dabei orientierte er sich zunächst an Duran Duran. Später folgten düsterer Elektro im Stil von Cabaret Voltaire und DAF. Danach fand ein Schnitt statt und er wechselte kurz auf das Genre Hardcore-Techno, wobei er zusammen mit Benedikt Bollini als XMF auftrat. 1995 fing er an seinen eigenen Stil zu entwickeln, der sich als Detroit-Techno einordnen lässt. 
In Zusammenarbeit mit seiner Freundin Caroline Hervé (Miss Kittin) veröffentlichte er dann 1998 bei International Deejay Gigolos unter anderem die Stücke 1982 und Frank Sinatra. Nach eigener Aussage waren diese nur als Spaß-Projekte gedacht. Labelinhaber DJ Hell machte die Aufnahmen in Deutschland bekannt und sie wurden zu einem großen Erfolg für das Duo. Mit längerer Verzögerung erschien 2001 dann das Debüt-Album First Album, auf dem weitere in speziellem Electropop-Stil gehaltenen Titel des Duos zu finden sind. Nach der US-Tour 2002 beschlossen beide, die Zusammenarbeit vorerst ruhen zu lassen. 2007 kamen mit Hometown und Dimanche wieder Produktionen von den beiden zustande.
Nebenbei betätigte er sich intensiv als Remixer und auch seine Veröffentlichungen als Solo-Künstler fanden Beachtung.

## Diskografie (Auszug)

### Alben mit Miss Kittin
- First Album (2001)
- Two (2009)
- Third Album (2022)

### Solo-Alben
- Mélodies En Sous-Sol (1999)
- Rêves Mecaniques (2004)
- X (2008)
- Le Théâtre Des Opérations (2017)